# 新乡学院
新乡学院，是一所位于中华人民共和国河南省新乡市的全日制公办本科院校。该大学于2007年由原新乡师范高等专科学校、平原大学和新乡市教育学院合并而成。